# Kyalami Grand Prix Circuit
A Kyalami Grand Prix Circuit egy motorsport-versenypálya a Dél-afrikai Köztársaság Gauteng tartományában, a Johannesburghoz tartozó Midrandban. A Kyalami szó isiZulu nyelven, az ország egyik hivatalos nyelvén "hazám"-ot jelent. 1967-től 1993-ig, kisebb megszakításokkal itt került megrendezésre a Formula–1 dél-afrikai nagydíj, illetve 1983 és 1992 között négy alkalommal a gyorsasági-motoros dél-afrikai nagydíj.

## Története
1961-ben építették a Kyalami Grand Prix Circuitet, amely jelentős szerepe volt az apartheid alatt a Dél-afrikai Köztársaság sportéletében. Összesen húsz Formula–1 nagydíjat rendeztek meg ezen a helyszínen. 1993-ban rendezték meg ezek közül az utolsót. A későbbi években gyorsasági-motoros világbajnokságoknak adott helyszínt, 2004 után azonban egyre kisebb szerepet kapott az autósportban.
2014 májusában lett nyilvános a hír, mely szerint elárvereznék a pályát. Erre 2014 júliusában került sor. A nyertes licitet - 19,5 millió dollárt - a Porsche Dél-Afrika vezérigazgatója tette.
Niki Lauda három alkalommal nyert itt futamot, utolsó alkalommal Alain Prost lett a futamgyőztes, a dél-afrikai Jody Scheckter pedig egy alkalommal, 1975-ben nyert futamot a pályán. 1979-ben, a világbajnoki cím megszerzésével egy évben másodikként ért csak célba.

1961-1987
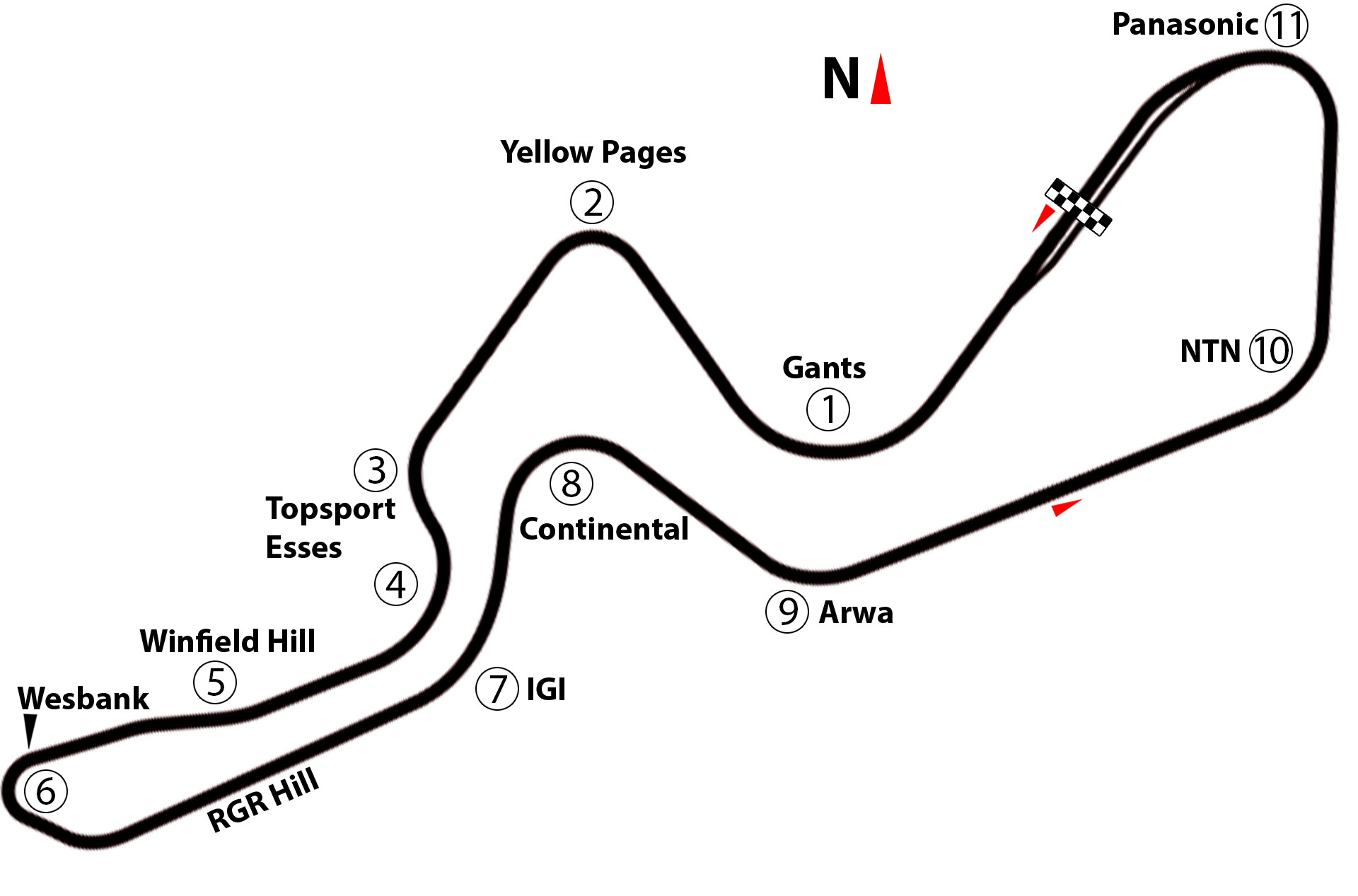
1988-1991
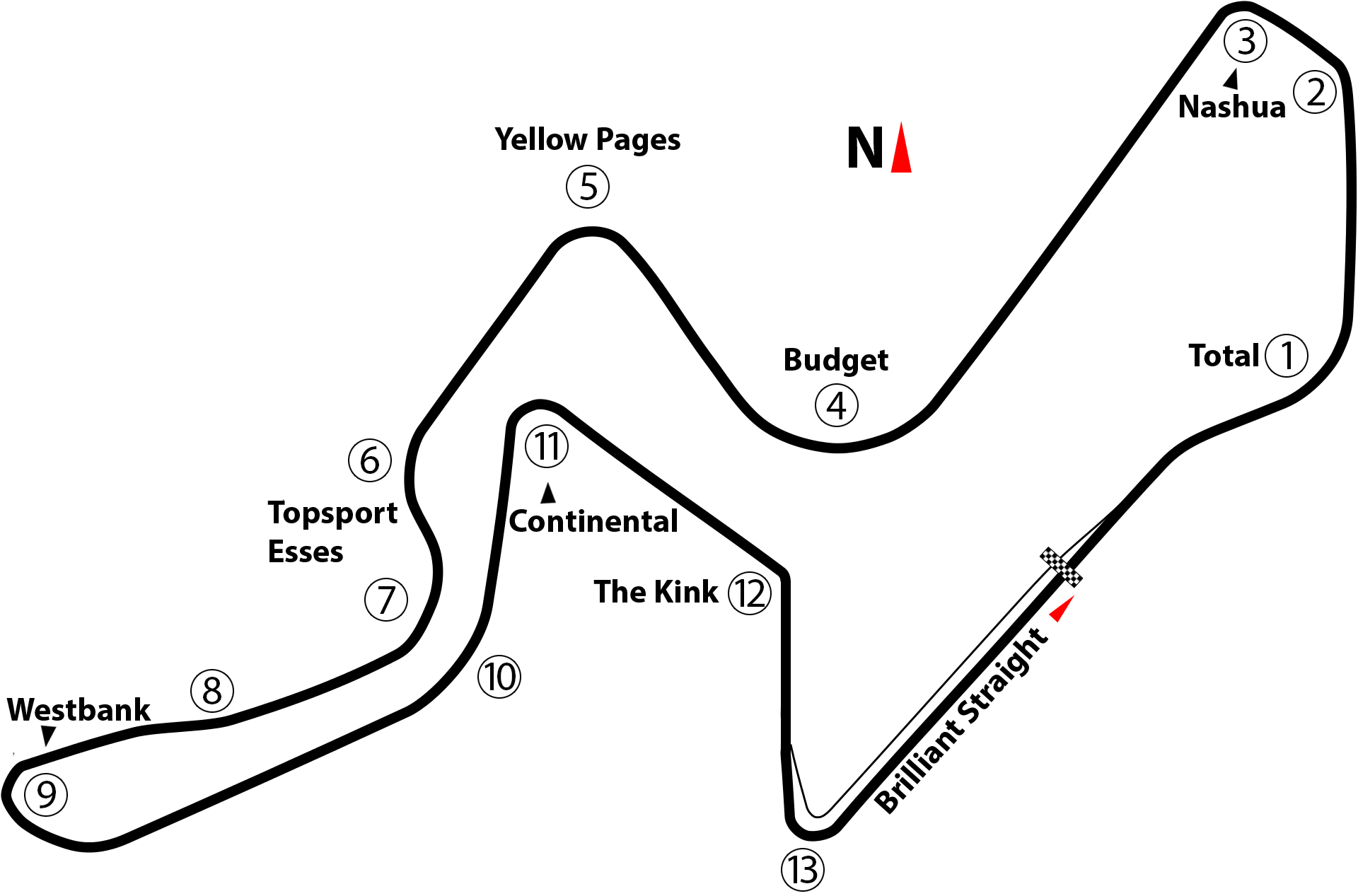
1992-2014
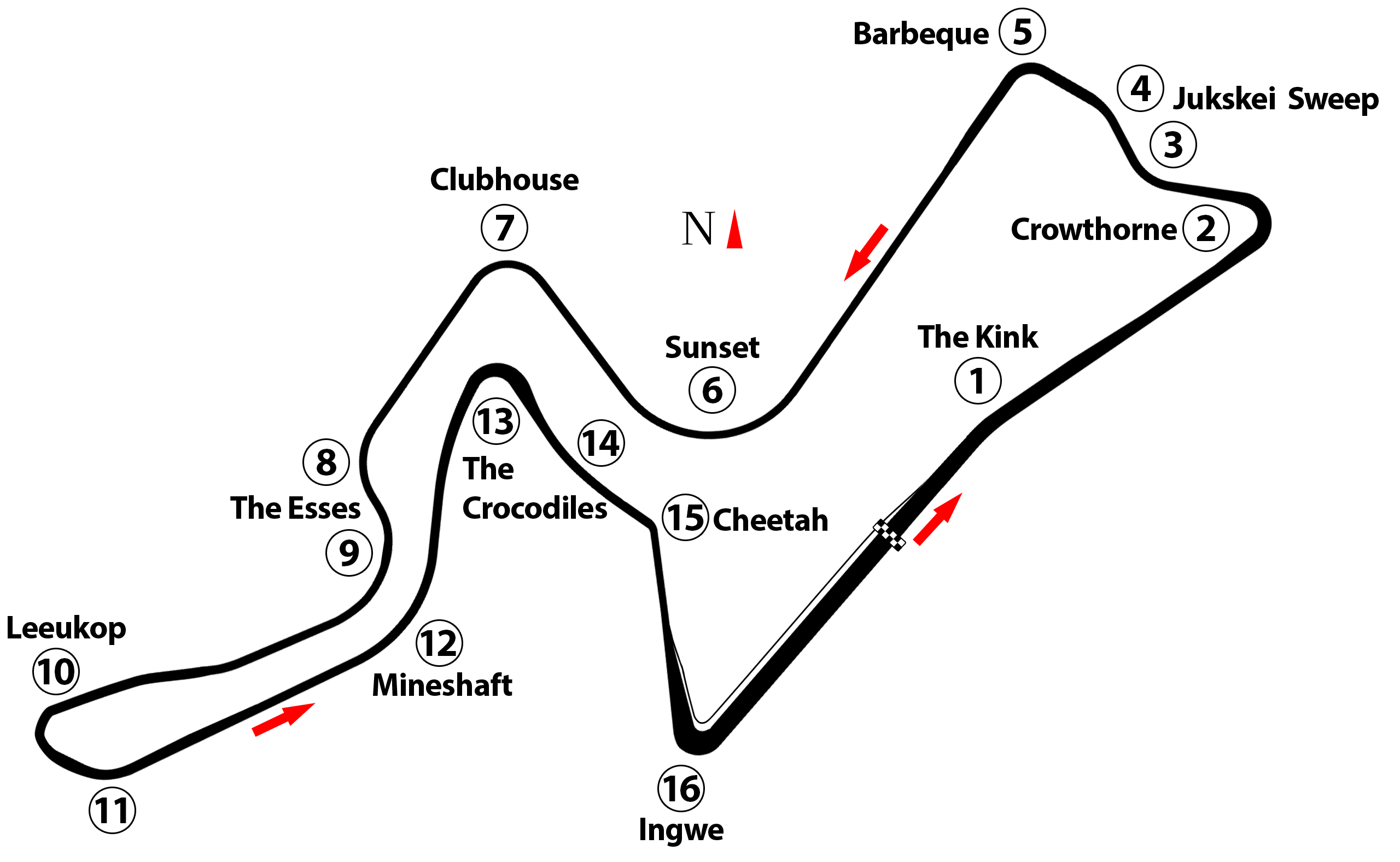
2015-